# Reetika Vazirani
Pour les articles homonymes, voir Vazirani.
Reetika Gina Vazirani (née le 9 août 1962 à Patiala en Inde et morte le 16 juillet 2003 à Chevy Chase dans le Maryland) est une poète et universitaire américaine d'origine indienne au destin tragique : le 16 juillet 2003 elle se suicide après avoir assassiné son fils.

## Biographie

### Jeunesse et formation
Reetika Vazirani est née au Pendjab, état de l'Inde, sa famille et elle s'installent aux États-Unis en 1968. Elle est la fille de Sunder Vazirani un chirurgien dentiste d'origine sindhi et de Heea Vazirani, une diplomate d'origine bengali. Son père obtient un poste d'enseignant à l'université afro-américaine la Howard University. Son père se suicide en 1974.
Elle grandit à Silver Spring dans le Maryland, .
Après ses études secondaires à la Springbrook High School (en), elle est admise au Wellesley College de Boston, avec l’intention de devenir médecin, où elle obtient son Bachelor of Science (licence) en 1984.
Pendant ses études elle suit des conférences de l’écrivain et poète Derek Walcott qui lui donne le gout de la littérature.
Elle obtient un bourse de la Watson Foundation (en) qui lui permet de faire un voyage culturel en Inde, Thaïlande, Japon et Chine.
De retour elle reprend contact avec Derek Walcott qui l'amène à écrire et faire des études en littérature.
Grâce une bourse Hoyns Fellow attribuée par l'université de Virginie, elle fait ses études en littérature et soutient avec succès son Master of Fine Arts (mastère 2) en 1997.
À l'université de Virginie, elle bénéficie des cours de Rita Dove, qui devient son mentor.

### Carrière
Elle écrit son premier recueil White Elephants qui est récompensé en 1996, par le Barnard Women Poets Prize (en) décerné par le Barnard College. après avoir publié des artilces dans divers journaux et magazine, elle devient répétitrice à l'université de Virginie en 1996, puis assistante à l'Université de l'Oregon en 1997, puis, en 1998, elle devient professeure résidente au Sweet Briar College (en) en Virginie, puis de 2001 jusqu'à son décès, elle est professeure résidente au Collège de William et Mary de Williamsburg en Virginie.

### Vie privée
En 1989, elle épouse le musicien John Jordan, ils divorcent en 1997.
À la fin des années 1990 elle entreprend une relation difficile avec le poète Yusef Komunyakaa, le 16 décembre 2000, ils ont un fils Jehan Vazirani Komunyakaa.

### La tragédie
Le mercredi 16 juillet 2003, alors qu'elle séjourne dans la maison de l'écrivain Howard Norman (en) et de son épouse Jane Shore (en), à Chevy Chase, dans un accès, probablement, de mélancolie majeure ou psychotique, elle tue son fils Jehan en le poignardant à plusieurs reprises puis se donne la mort. Selon des papiers trouvés sur le lieu, son suicide était intentionnel et préparé depuis plusieurs jours.

### La fin
Ses funérailles ont lieu le 21 juillet 2003, devant un parterre de proches déroutés et affligés, se posant la question comment une poète talentueuse, généreuse et brillante, a-t-elle pu se tuer et assassiner son enfant, la personne qu'elle aimait le plus au monde ?
Elle repose au Gate of Heaven Cemetery de Silver Spring dans le Maryland aux côtés de son fils Jehan Vazirani Komunyakaa.
Les archives de Reetika Vazirani sont déposées à la bibliothèque Swem du Collège William et Mary.

## Œuvres

### Recueils de poésie
- White Elephants, Boston, Beacon Press, 30 avril 1996, 108 p. (ISBN 978-0-8070-6833-5),
- World Hotel, Port Townsend, Etat de Washington, Copper Canyon Press, 1er octobre 2002, 112 p. (ISBN 978-1-55659-183-9),
- Radha Says : Last Poems, Stonington, Connecticut, Drunken Boat Media, 1er janvier 2010, 86 p. (ISBN 978-0-578-01465-4),

### Poèmes parus dans des revues (sélection)
- « Mrs. Biswas Banishes a Female Relative », Callaloo, vol. 16, no 3,‎ été 1993, p. 508 (1 page) (lire en ligne ),
- « Love Cycles », Columbia: A Journal of Literature and Art, no 28,‎ printemps 1997, p. 87-88 (2 pages) (lire en ligne ),
- « A Quiet Death in a Small Red Closet », Agni, no 50,‎ 1999, p. 112 (lire en ligne ),
- « The Divorce », The Virginia Quarterly Review, vol. 75, no 3,‎ été 1999, p. 520 (1 page) (lire en ligne ),
- « Letter to Jaipur, 1989 », Callaloo, vol. 22, no 1,‎ hiver 1999, p. 82-83 (2 pages) (lire en ligne ),
- « The Art of Breathing », Prairie Schooner, vol. 75, no 3,‎ 2001, p. 63-74 (12 pages) (lire en ligne ),
- « Her Final Word to Vishnu », Meridians, vol. 2, no 1,‎ 2001, p. 156 (1 page) (lire en ligne ),
- « Widows: A Section of the Law Books », Ploughshares, vol. 28, no 1,‎ printemps 2002, p. 156 (1 page) (lire en ligne ),
- « One Week in the Village », Callaloo, vol. 25, no 2,‎ printemps 2002, p. 442 (1 page) (lire en ligne ),
- « Aerogram Punjab », Callaloo, vol. 25, no 2,‎ printemps 2002, p. 443 (1 page) (lire en ligne ),

## Prix et distinctions
- 1996 : Lauréate du Barnard New Women Poets Prize, décerné par le Barnard College pour son recueil White Elephants[13],
- 2000 : Lauréate du Prix Pushcart, décerné par les éditions Pushcart Press (en)[14] pour son poème Daughter-Mother-Maya-Seeta[15],
- 2003 : Lauréate du Anisfield-Wolf Book Award, décerné par la Cleveland Foundation (en) pour son recueil World Hotel[13],
- 2019 : Son poème My Flu est sélectionné par Major Jackson (en) comme meilleur poème de l'année 2019 pour le site The Best American Poetry (en)[16].

## Pour en savoir plus

#### Notices encyclopédiques
- Rita Dove et David Lehman, The Best American Poetry 2000, New York, Scribner, 19 septembre 2000, 285 p. (ISBN 978-0-7432-0033-2, lire en ligne), p. 252-253,
- Jenai Mynatt, Contemporary Authors, Volume 218, Detroit, Michigan, Gale, 19 mars 2004, 447 p. (ISBN 978-0-7876-6698-9, lire en ligne), p. 414-415,
- Stephanie Taylor, Contemporary Authors New Revision Series, Volume 154, Detroit, Michigan, Gale, 16 mars 2007, 441 p. (ISBN 978-0-7876-7908-8, lire en ligne), p. 398-399,

#### Articles
- Sudeep Sen, « Recent Indian English Poetry », World Literature Today, vol. 74, no 4,‎ automne 2000, p. 783-787 (5 pages) (lire en ligne ),
- Paula Span, « Reetika Vazirani: 1962-2003 », Callaloo, vol. 27, no 2,‎ printemps 2004, p. 375-376 (2 pages) (lire en ligne ),
- Rita Dove, « Remebering Reetika Vazirani: National Press Club, Washington, DC, July 26, 2003 », Callaloo, vol. 27, no 2,‎ printemps 2004, p. 368-369 (2 pages) (lire en ligne ),
- Renee Shea, « Appreciating Reetika », Callaloo, vol. 27, no 2,‎ printemps 2004, p. 373-374 (2 pages) (lire en ligne ),
- Hilda Raz & Judith Slater, « In Memoriam », Prairie Schooner, vol. 78, no 1,‎ printemps 2004, p. 192 (1 page) (lire en ligne ),